# سازمان اطلاعات ژاندارمری
سازمان استخبارات ژاندارمری (به ترکی: Jandarma İstihbarat ve Terörle Mücadele به معنای اطلاعات ژاندارمری و مبارزه با تروریسم یا Jandarma İstihbarat Teşkilatı به معنای تسکیلات استخبارات ژاندارمری) که به طور خلاصه ژیتَم (JİTEM) یا ژیت (JİT) نامیده می‌شود، ادارۀ اطلاعات ژاندارمری ترکیه است. ژیتَم در درگیری کردها و ترکیه فعال بود. وجود سازمانی به نام ژیتَم پس از رسوایی سوسورلوک بود که توسط نخست‌وزیران سابق ترکیه بولنت اجویت و مسعود ییلماز، تأیید شد.
به گفته مراد بلگه از دانشگاه بیلگی استانبول، که گزارش داده در سال ۱۹۷۱ توسط بنیانگذار ژیتَم ولی کوچوک شکنجه شده است، این سازمان تجسم دولت پنهان است. به عبارت دیگر، "تشکیلات" از آن برای اعمال منافع ملی ادعایی استفاده می‌کند. همچنین گفته می‌شود که ژیتَم شاخۀ نظامی ارگنکون، یک سازمان ملی‌گرای ترکی زیرزمینی است. در سال ۲۰۰۸، فروریختن انکار رسمی وجود ژیتَم در دادگاه‌ها آغاز شد، زیرا اعضای سابق دستگاه امنیتی "دولت پنهان" ترکیه به عنوان بخشی از تحقیقات جاری ارگنه‌کن به مشارکت خود در فعالیت‌های مخفی و غیرقانونی طی چند دهۀ گذشته شهادت دادند.